# جام ملت‌های آسیای مرکزی ۲۰۲۳
جام ملت‌های آسیای مرکزی ۲۰۲۳ نخستین دوره از جام ملت‌های آسیای مرکزی، مسابقات قهرمانی بین‌المللی فوتبال مردان آسیای مرکزی بود که توسط اتحادیه فوتبال آسیای مرکزی (CAFA) برگزار شد. این مسابقات از ۱۰ تا ۲۰ ژوئن در قرقیزستان و ازبکستان برگزار شد که در نخستین دوره از این مسابقات تیم ملی فوتبال ایران موفق به کسب عنوان قهرمانی شد.

## زمینه
نخستین دوره مسابقات بزرگسالان مردان در ابتدا قرار بود به میزبانی تاشکند ازبکستان در اکتبر ۲۰۱۸ برگزار شود اما به دلایلی لغو شد.
در مارس ۲۰۲۳، اعلام شد که دوره افتتاحیه مسابقات بزرگسالان مردان در ژوئن ۲۰۲۳ در تاشکند و بیشکک برای شش فدراسیون عضو، همراه با اضافه شدن دو تیم مهمان دعوت شده: روسیه و یک تیم تایید نشده آسیایی آغاز خواهد شد. با این حال، پس از اینکه در اوایل آوریل ۲۰۲۳ گزارش شد که ایران، ازبکستان، روسیه و عراق به جای آن در یک تورنمنت چهارجانبه در ژوئن ۲۰۲۳ شرکت خواهند کرد، شروع دوره افتتاحیه مسابقات دوباره با تردید مواجه شد.
در ۱۵ آوریل، گزارش شد که روسیه قرار است از شرکت در اولین دوره مسابقات اجتناب کند، در حالی که برگزارکنندگان اصرار داشتند که هنوز در حال مذاکره با آنها بر سر مشارکت آنها هستند. در ۱۸ آوریل، گزارش شد که ایران به همراه اتحادیه‌های عضو یعنی تاجیکستان، ازبکستان، قرقیزستان، ترکمنستان، و افغانستان و همچنین روسیه و یک کشور آسیایی دیگر در مسابقات شرکت خواهد کرد که در ماه ژوئن در تاشکند و بیشکک میزبانی شد. در ۱۹ آوریل، گزارش شد که روسیه از مسابقات انصراف داده است. در ۲۴ آوریل، پس از اینکه تایلند دعوت را رد کرد، گزارش شد که عمان به عنوان یک تیم مهمان در مسابقات شرکت خواهد کرد.

## کشورهای شرکت‌کننده
| کشور                     | حضور       | رده بندی فیفا ۶ آوریل ۲۰۲۳ |
| ------------------------ | ---------- | -------------------------- |
| ایران                    | نخستین     | ۲۰                         |
| عمان (مهمان)             | نخستین     | ۷۳                         |
| ازبکستان (میزبان مشترک)  | نخستین     | ۷۴                         |
| قرقیزستان (میزبان مشترک) | نخستین     | ۹۶                         |
| تاجیکستان                | نخستین     | ۱۰۹                        |
| ترکمنستان                | نخستین     | ۱۳۷                        |
| افغانستان                | نخستین     | ۱۵۵                        |
| روسیه                    | انصراف داد |                            |

### سیدبندی
۷ تیم به صورت زیر بر اساس رتبه‌بندی فیفا در آوریل ۲۰۲۳ تقسیم شدند.
| سید ۱                                       | سید ۲                                             | سید ۳                               | سید ۴             |
| ------------------------------------------- | ------------------------------------------------- | ----------------------------------- | ----------------- |
| - ایران (۲۴) - ازبکستان (۷۴) (میزبان مشترک) | - قرقیزستان (۹۶) (میزبان مشترک) - تاجیکستان (۱۰۹) | - ترکمنستان (۱۳۷) - افغانستان (۱۵۵) | عمان (۷۳) (مهمان) |

### قرعه‌کشی
قرعه‌کشی در ۲۶ آوریل ۲۰۲۳ ساعت ۱۴:۰۰ به وقت تاجیکستان (UTC+5) در دوشنبه برگزار شد. در این قرعه‌کشی گروه‌بندی به شکل زیر انجام شد:
|    | تیم       |
| -- | --------- |
| A1 | ازبکستان  |
| A2 | تاجیکستان |
| A3 | ترکمنستان |
| A4 | عمان      |

|    | تیم                       |
| -- | ------------------------- |
| B1 | قرقیزستان                 |
| B2 | ایران                     |
| B3 | افغانستان                 |
| B4 | روسیه در مسابقات حاضر نشد |

## مکان‌های برگزاری
| قرقیزستان               | قرقیزستان     | قرقیزستان | قرقیزستان |
| ----------------------- | ------------- | --------- | --------- |
| بیشکک                   | بیشکک         | بیشکک     | بیشکک ·   |
| ورزشگاه دولن اومورزاکوف |               |           | بیشکک ·   |
| ظرفیت: ۲۳,۰۰۰           |               |           | بیشکک ·   |
|                         |               |           | بیشکک ·   |
| ازبکستان                |               |           |           |
| تاشکند                  | تاشکند        | تاشکند    | تاشکند ·  |
| ورزشگاه مرکزی پخته‌کار   | ورزشگاه ملی   |           | تاشکند ·  |
| ظرفیت: ۳۵,۰۰۰           | ظرفیت: ۳۴,۰۰۰ |           | تاشکند ·  |
|                         |               |           | تاشکند ·  |

## داوران
| داوران - حسن اکرمی (ایران) - داییربک عبدالله‌یف (قرقیزستان) - نورزادبک عبدالقادروف (قرقیزستان) - سعدالله گلمرادی (تاجیکستان) - چاری‌مورات کوربانوف (ترکمنستان) - آخرول ریسکولایف (ازبکستان) - کیریل لونیکوف (روسیه) | کمک‌داوران - محمدرضا منصوری (ایران) - حسن ظهیری (ایران) - سرگی گریسچنکو (قرقیزستان) - الدیار ساریبایف (قرقیزستان) - خسروی صدیق‌زاد (تاجیکستان) - احمد بگ‌نظروف (ترکمنستان) - سنجر شاه‌یوسفوف (ازبکستان) - عسکر نجف‌علی‌اف (ازبکستان) - یگور بولخوویتین (روسیه) - آندری ورتشکین (روسیه) - محمد شریف سروری (افغانستان) |

## حامیان مالی
1xBet

## مرحله گروهی
همه زمان‌ها محلی، به وقت ازبکستان ( UTC+5 ) و به وقت قرقیزستان ( UTC+6 ) هستند.
قوانین
تیم ها بر اساس امتیاز (۳ امتیاز برای برد، ۱ امتیاز برای تساوی، صفر امتیاز برای باخت) رتبه‌بندی می‌شوند و در صورت مساوی بودن امتیازات، معیارهای رتبه‌بندی به ترتیب زیر اعمال می‌شوندد.
1. امتیاز در مسابقات رودررو
2. تفاضل گل در دیدارهای رودررو
3. گل زده در بازی‌های رودررو
4. اگر بیش از دو تیم مساوی باشند، و پس از اعمال همه معیارهای رودرروی بالا، زیرمجموعه‌ای از تیم‌ها همچنان مساوی باشند، همه معیارهای رودررو بالا منحصراً برای این زیرمجموعه از تیم‌ها اعمال می‌شود.
5. تفاضل گل در تمامی مسابقات گروهی
6. گل زده در تمامی بازی های گروهی
7. ضربات پنالتی در صورتی که تنها دو تیم مساوی بودند و در آخرین دور گروه به مصاف هم رفتند.
8. امتیاز انضباطی (کارت زرد = ۱ امتیاز، کارت قرمز غیر مستقیم (کارت زرد دوم) = ۳ امتیاز، کارت قرمز مستقیم = ۳ امتیاز، کارت زرد و کارت قرمز مستقیم = ۴ امتیاز).
9. قرعه کشی.

### گروه A
| جایگاه | تیم          | بازی | برد | تساوی | باخت | گ.ز. | گ.خ. | تفاضل گل | امتیاز | صلاحیت          |
| ------ | ------------ | ---- | --- | ----- | ---- | ---- | ---- | -------- | ------ | --------------- |
| ۱      | ازبکستان (H) | ۳    | ۳   | ۰     | ۰    | ۱۰   | ۱    | ۹        | ۹      | صعود به فینال   |
| ۲      | عمان         | ۳    | ۱   | ۱     | ۱    | ۳    | ۴    | ۱-       | ۴      | صعود به رده‌بندی |
| ۳      | تاجیکستان    | ۳    | ۰   | ۲     | ۱    | ۳    | ۷    | ۴-       | ۲      |                 |
| ۴      | ترکمنستان    | ۳    | ۰   | ۱     | ۲    | ۱    | ۵    | ۴-       | ۱      |                 |

| ترکمنستان | ۱–۱ | تاجیکستان      |
| --------- | --- | -------------- |
| آنایف ۵۷' |     | ۸۶' هامروکولوف |

| ازبکستان                         | ۳–۰ | عمان |
| -------------------------------- | --- | ---- |
| ماشاریپوف ۷'، ۲۴' · علی‌جانوف ۸۹' |     |      |

| عمان             | ۱–۱ | تاجیکستان  |
| ---------------- | --- | ---------- |
| الیحیائی ۱۴' (پ) |     | ۴۵' حنانوف |

| ترکمنستان | ۰–۲ | ازبکستان           |
| --------- | --- | ------------------ |
|           |     | ۵۱'، ۸۵' شاه‌مرادوف |

| ترکمنستان | ۰–۲ | عمان                      |
| --------- | --- | ------------------------- |
|           |     | ۴۲' المشیفری · ۷۶' الصبحی |

| ازبکستان                                                                                     | ۵–۱ | تاجیکستان   |
| -------------------------------------------------------------------------------------------- | --- | ----------- |
| یاهشیبوئف ۵۳' · شاه‌مرادوف ۵۶' (پنالتی) · فیض‌الله‌یف ۷۲' · ارکینوف ۸۳' · ارونوف ۶+۹۰' (پنالتی) |     | ۱۴' عمربایف |

### گروه B
| جایگاه | تیم           | بازی | برد | تساوی | باخت | گ.ز. | گ.خ. | تفاضل گل | امتیاز | صلاحیت          |
| ------ | ------------- | ---- | --- | ----- | ---- | ---- | ---- | -------- | ------ | --------------- |
| ۱      | ایران         | ۲    | ۲   | ۰     | ۰    | ۱۱   | ۲    | ۹        | ۶      | صعود به فینال   |
| ۲      | قرقیزستان (H) | ۲    | ۱   | ۰     | ۱    | ۴    | ۵    | ۱-       | ۳      | صعود به رده‌بندی |
| ۳      | افغانستان     | ۲    | ۰   | ۰     | ۲    | ۱    | ۹    | ۸-       | ۰      |                 |

| قرقیزستان        | ۱(۳–۰) | افغانستان |
| ---------------- | ------ | --------- |
| باتیرکانوف ۷+۹۰' |        |           |

۱در دقیقه ۷+۹۰ و در زمانی که قرقیزستان با نتیجه ۱–۰ پیش بود، تیم افغانستان زمین مسابقه را ترک کرد و بازی ۳–۰ به نفع قرقیزستان اعلام شد.
| ایران                                                             | ۶–۱ | افغانستان |
| ----------------------------------------------------------------- | --- | --------- |
| طارمی ۲۱'، ۲۸' (پنالتی)، ۵۱' · آزمون ۲۰' · جهانبخش ۴۵' · اسدی ۶۷' |     | ۵۷' نور   |

| قرقیزستان   | ۱–۵ | ایران                                |
| ----------- | --- | ------------------------------------ |
| مورزایف ۵۲' |     | ۳۴'، ۳۹'، ۵۶' طارمی · ۶۶'، ۷۹' آزمون |

## مرحله حذفی

### رده‌بندی
| قرقیزستان | ۰–۱ | عمان       |
| --------- | --- | ---------- |
|           |     | ۷۱' العلوی |

### فینال
| ازبکستان | ۰–۱ | ایران     |
| -------- | --- | --------- |
|          |     | ۴۸' آزمون |

## قهرمان
| قهرمان جام کافا ۲۰۲۳ |
| -------------------- |
| تیم ملی فوتبال ایران |
| اولین قهرمانی        |

## گلزنان
۶ گل
- مهدی طارمی

۴ گل
- سردار آزمون

۳ گل
- الدار شاه‌مرادوف

۲ گل
- جلال‌الدین ماشاریپوف

۱ گل
- ارنیست بتیرکانوف
- میرلان مورزایف
- مورات آنایف
- نورالدین همراه‌قلوف
- وحدت حنانوف
- پرویزجان عمربایف
- خواجه‌اکبر علیجانوف
- جسوربک یاهشیبوئف
- عباس‌بک فیض‌الله‌یف
- خواجه‌مات ارکینوف
- اوستون ارونوف
- علیرضا جهانبخش
- رضا اسدی
- فرشاد نور
- صلاح الیحیائی
- محمود المشیفری
- عصام الصبحی
- ارشد العلوی